# Le Sequestre
Le Sequestre (okzitanisch Lo Sequèstre) ist eine französische Gemeinde mit 2.025 Einwohnern (Stand: 1. Januar 2022) im Département Tarn in der Region Okzitanien. Le Sequestre gehört zum Arrondissement Albi und zum Kanton Albi-2 (bis 2015: Kanton Albi-Sud).

## Geografie
Le Sequestre liegt etwa drei Kilometer südwestlich vom Stadtzentrum Albis. Umgeben wird Le Sequestre von Albi im Westen, Norden und Osten sowie Carlus im Süden.
Am Nordrand der Gemeinde führt die Route nationale 88 entlang. Im Gemeindegebiet von Le Sequestre liegen der Flugplatz Albi und die Rennstrecke von Albi.

## Bevölkerungsentwicklung
| 1962                      | 1968 | 1975 | 1982 | 1990 | 1999 | 2006 | 2013 |
| ------------------------- | ---- | ---- | ---- | ---- | ---- | ---- | ---- |
| 565                       | 612  | 697  | 622  | 925  | 1336 | 1571 | 1521 |
| Quelle: Cassini und INSEE |      |      |      |      |      |      |      |